# Didcot
Didcot là một thị trấn nằm bên tuyến đường sắt quan trọng và là một xã ở hạt Oxfordshire, Anh, 16 km về phía nam của Oxford, 13 km về phía đông của Wantage và 124 km về phía tây bắc của Reading. Didcot được ghi nhận là một di sản đường sắt, có một trạm xe lửa trên tuyến đường Great Western Main, bắt đầu từ London Paddington, khai mạc vào năm 1844.
Ngày nay thị trấn được biết đến với bảo tàng viện đường sắt và các nhà máy điện lực, và là thị trấn cửa ngõ vào khu vực khoa học kỹ thuật Science Vale: ba trung tâm khoa học và công nghệ lớn ở các làng xung quanh của Milton (Milton Park), Culham (Trung tâm Khoa học Culham) và Harwell (Khu đại học Khoa học và Sáng tạo Harwell bao gồm Phòng thí nghiệm Rutherford Appleton). Thị trấn này trong lịch sử thuộc về Berkshire cho đến năm 1974, khi có thay đổi ranh giới các hạt theo Luật Chính quyền địa phương 1972.
Năm 2011 xã này có tổng cộng 24.416 cư dân.